# Marron (couleur)
Pour les articles homonymes, voir Marron.

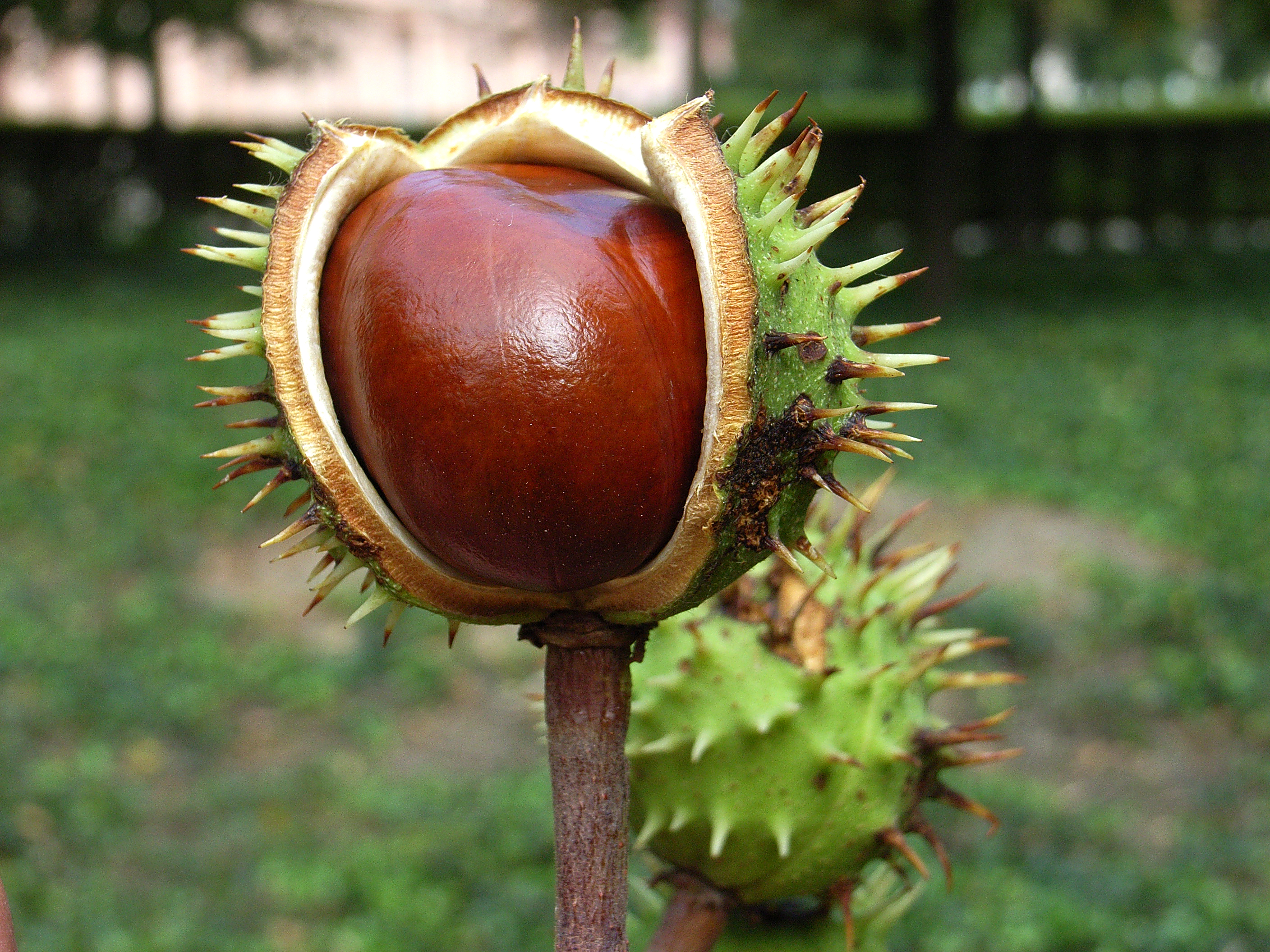
Fruit du marronnier d'Inde, montrant la graine marron.

Le marron est un nom de couleur, d'après celle des graines des marrons, châtaignes et marrons d'Inde, qui désigne des couleurs faiblement lumineuses dont la dominante est orangé-rouge à rouge.

## Terminologie
Pour la norme française AFNOR X08-010 « Classification générale méthodique des couleurs » (annulée le 30 août 2014), les couleurs de clarté faible et moyennement colorées étaient des bruns quand dominent le jaune-orangé et l'orangé, et des marrons, quand elles tendent sur l'orangé-rouge.
En France, dans le langage courant, le  mot « marron » est utilisé pour indiquer les couleurs brunes : « des chaussures marron », « des yeux marron ». Le mot « brun » étant réservé pour les fourrures « ours brun », et les chevelures « une personne brune ». En Suisse, en Belgique, au Canada et dans l'est de la France, le mot « marron » a gardé son sens originel désignant une teinte de brun évoquant la couleur du fruit homonyme. Le terme « brun » lui est donc préféré.

### Étymologie
En latin, Mauricus était un nom d'homme dans l'Antiquité. Dans le vocabulaire latin décadent, l'adjectif maurus en vint à signifier brun-roux. Par déformation classique, maurus (qui se prononçait maourous) s'est transformé en maourrou puis marroun.

## Nuanciers
Au XIXe siècle, Chevreul a entrepris de classer les couleurs par comparaison entre elles et référence aux raies de Fraunhofer. Le fond marron de la Manufacture de la Savonnerie est 4 rouge 17 ton, le fond marron brun est 5 rouge 17 ton ; tandis que les marrons (fruits) frais sont 3 orangé 13 à 17 tons, et après un an 4 orangé 16 à 18 tons, comme le marron des teinturiers et le tissu de soie de Tuvée ; mais le drap marron foncé du ministère de la guerre est 5 rouge 20 ton (autant dire, pratiquement noir), et la couleur sur soie de Guignon est 5 orangé 17 ton et le drap marron-doré est 1 orangé-jaune 19 ton.
Le Répertoire de couleurs de la Société des chrysanthémistes connaît le Marron d'Inde (n° 333) et le Marron, couleur des châtaignes à maturité (n° 341).
Le nuancier RAL indique RAL 1011 beige marron, correspondant à la couleur de la chataîgne.
Dans les nuanciers de peinture pour la décoration, on trouve marron glacé mais marron glacé plus proche de châtaigne ; châtaigne, marron.

## Codes de couleurs
- Dans le code de couleurs des résistances électriques et des condensateurs, la couleur marron correspond au chiffre 1, au multiplicateur ×10, à une précision de 1 % et à un coefficient de température de 100 ppm.
- En électricité, une liaison navette dans un montage va-et-vient se câble avec un fil marron, ou d'une autre couleur excepté les couleurs réservées rouge (phase), le bleu (neutre), vert rayé jaune (terre).
- La norme française NF-X 08-100 sur l'identification des tuyaux rigides indique que les conduites transportant des huiles et combustibles liquides sont peintes en marron clair. Les conduites transportant des gaz, sauf l'air, sont peintes en jaune-orangé avec anneaux marron clair s'il s'agit d'acétylène, marron moyen s'il s'agit d'hélium.
- Ceinture marron : dernier grade d'apprentissage du judo et du karaté, correspondant au 1er Kyu (9e niveau). Elle suit la bleue et précède la ceinture noire.
- Drapeaux :  Préfecture de Yamaguchi (Japon).

## Galerie

### Dans la nature

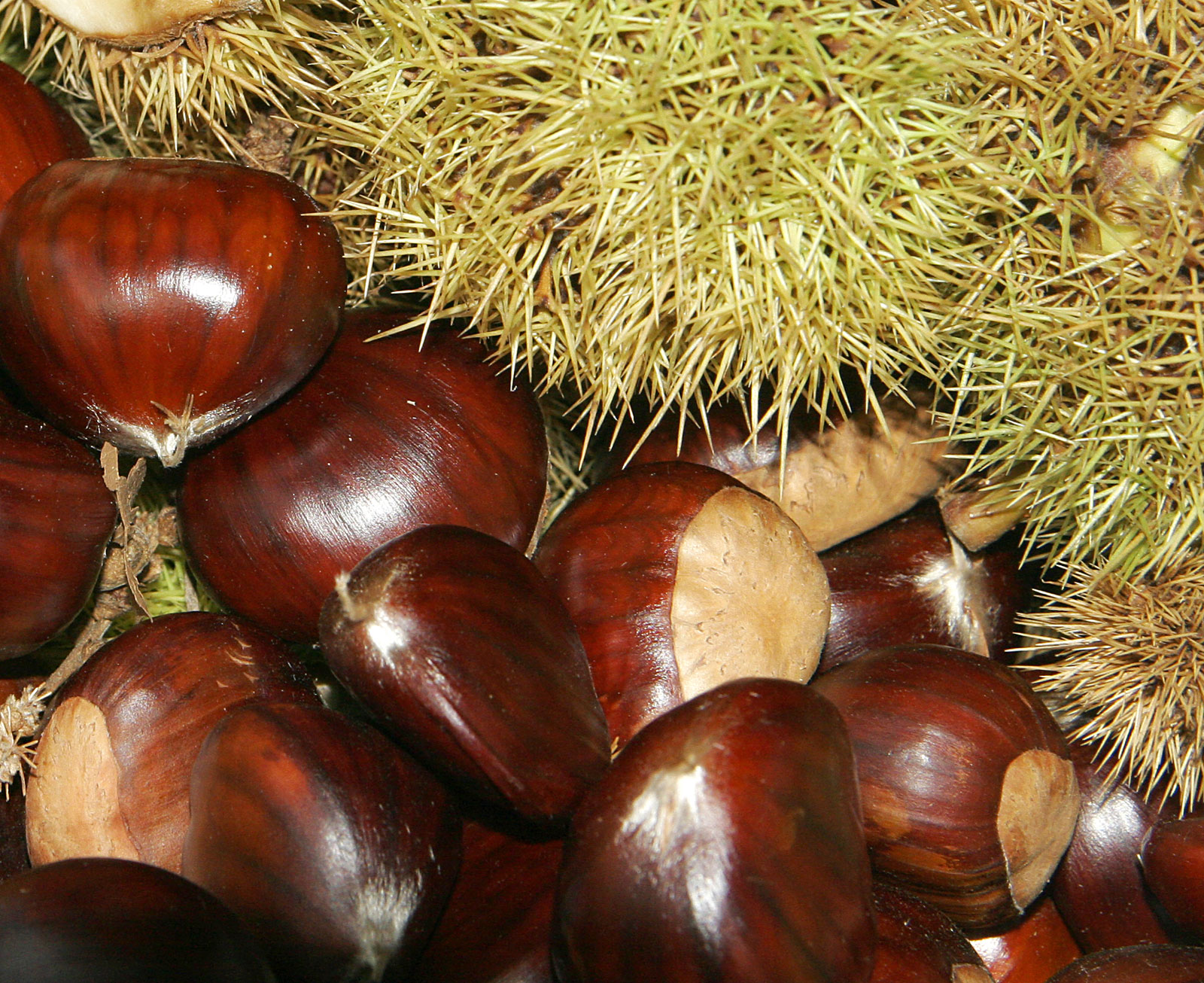
Marrons comestibles
Cèpe (Boletus edulis)
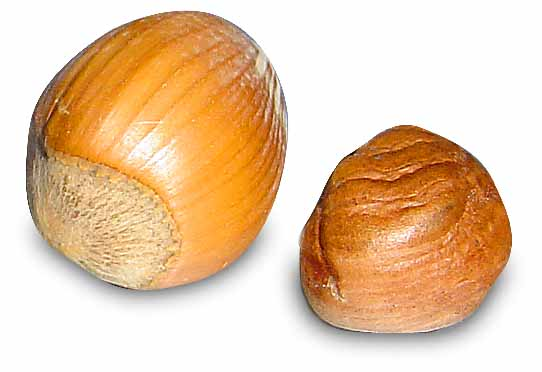
Noisette (coque et noix)
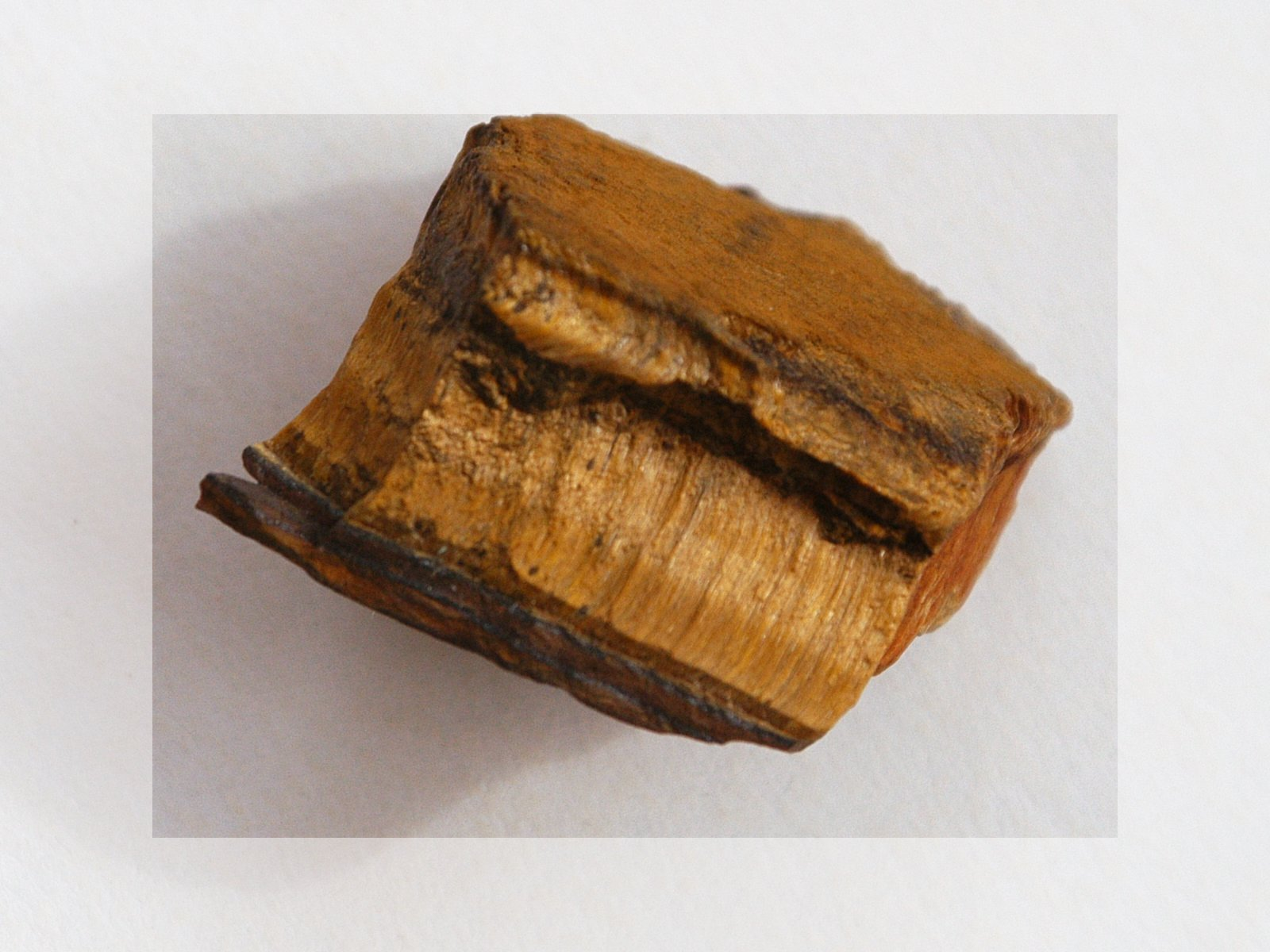
Œil-de-tigre, pierre marron

### Objets fabriqués

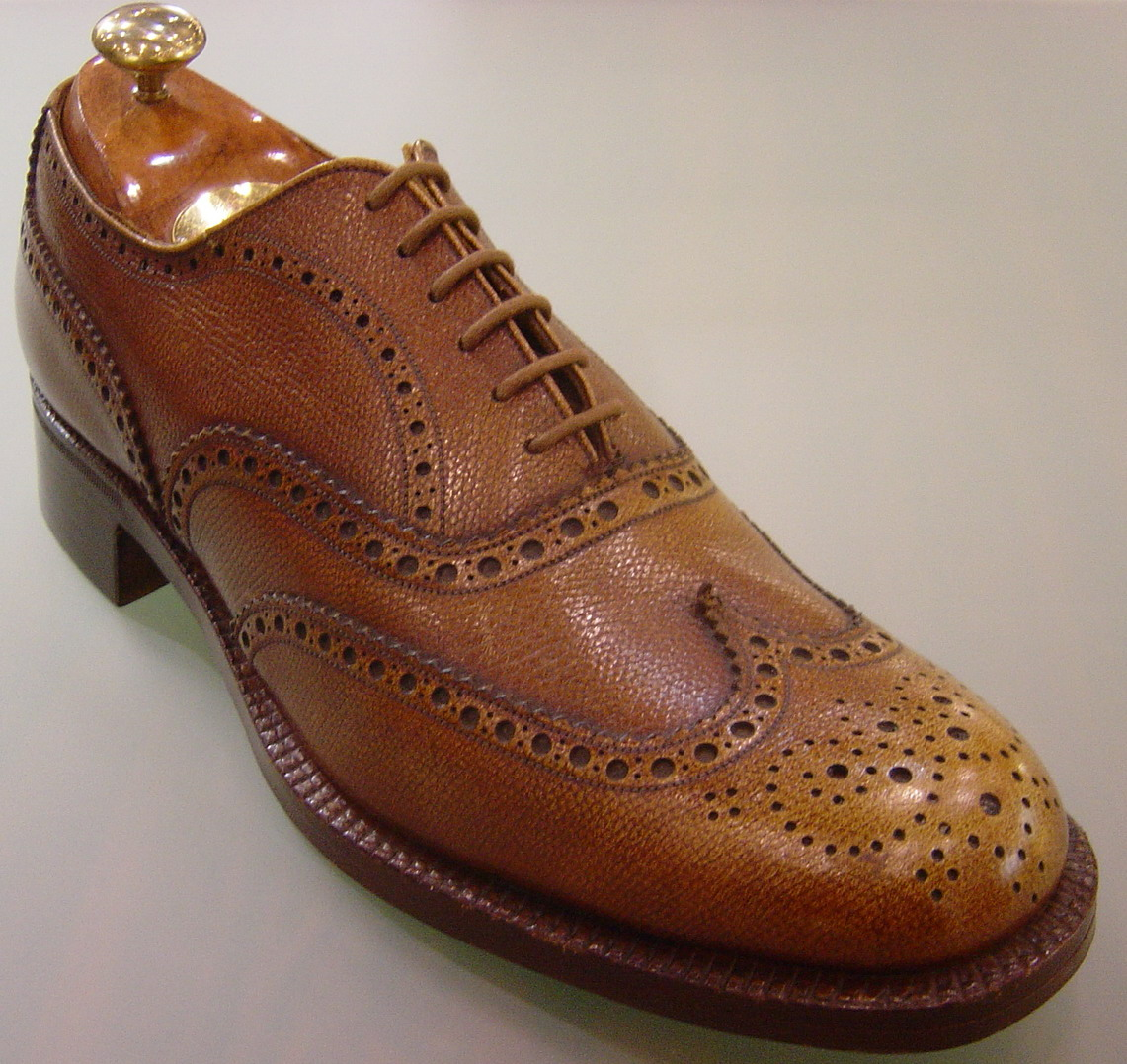
Le marron est une couleur standard pour les chaussures d'homme
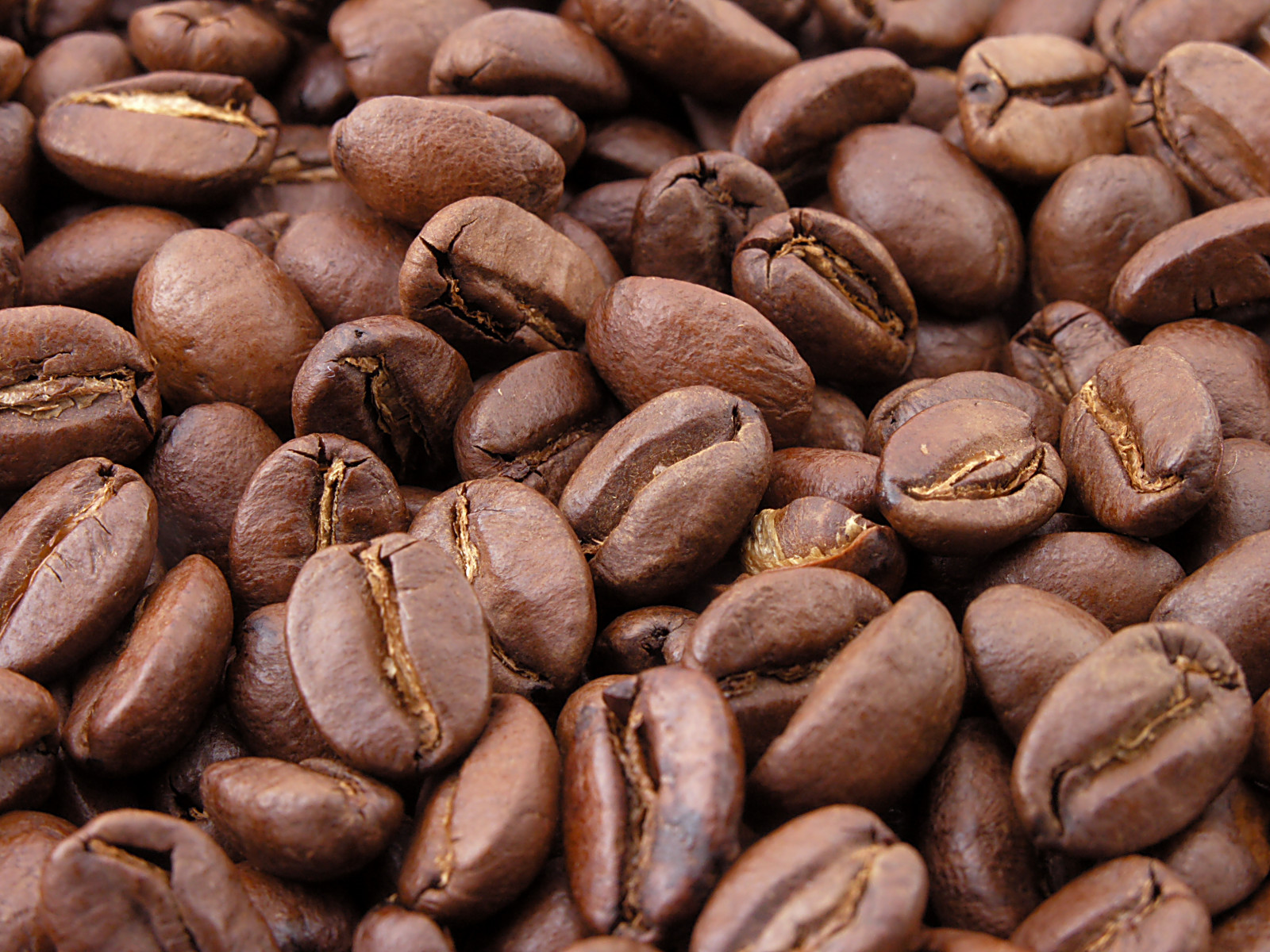
Grains de café torréfiés
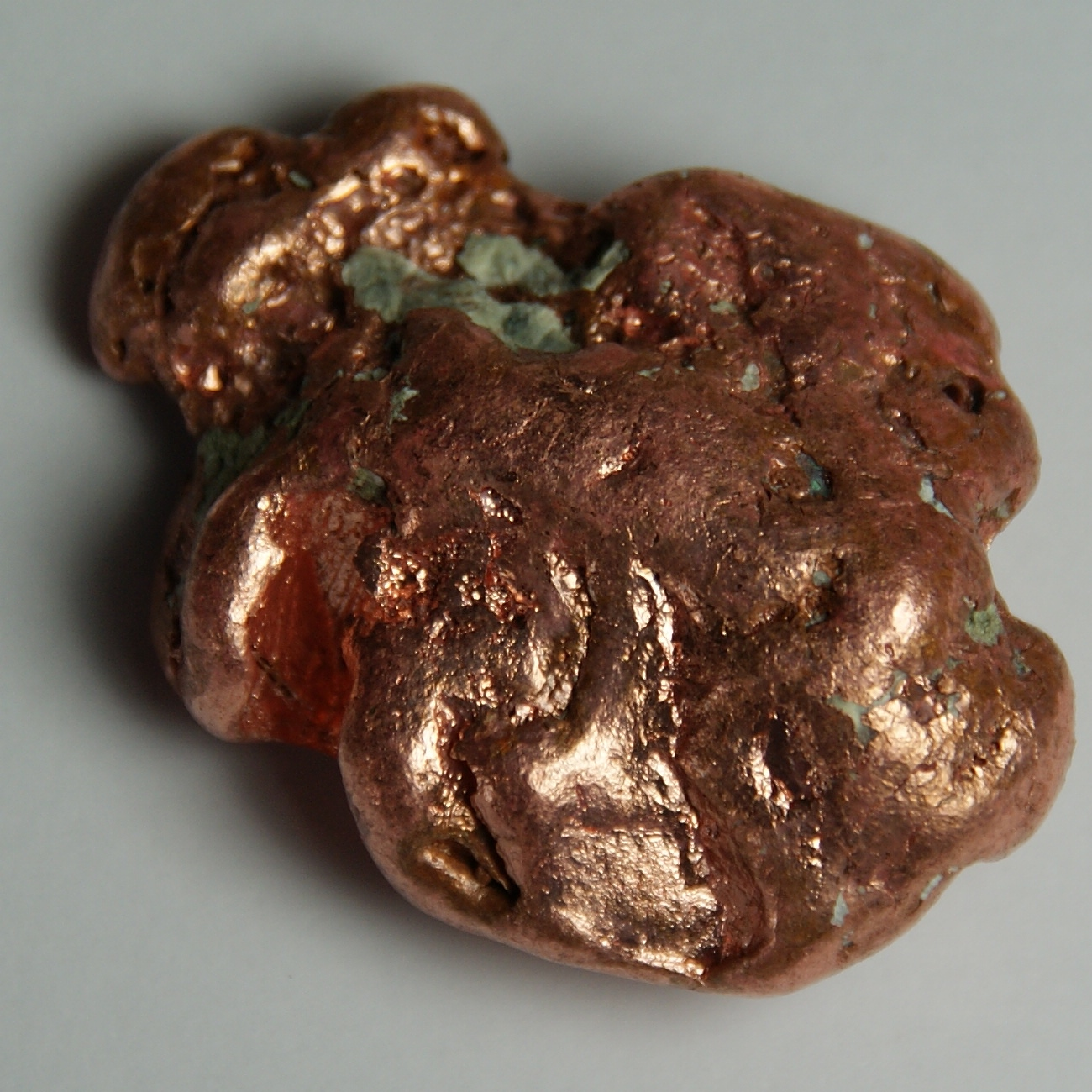
Cuivre